# Drysdale, Arizona
Drysdale je naseljeno područje za statističke svrhe u američkoj saveznoj državi Arizona. Prema popisu stanovništva iz 2010. u njemu je živjelo 272 stanovnika.